# 复印机

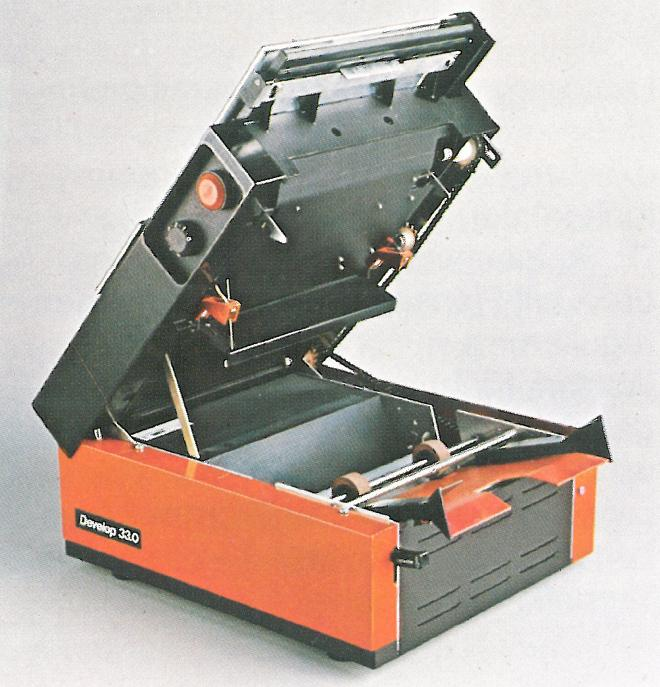
攜帶式影印機

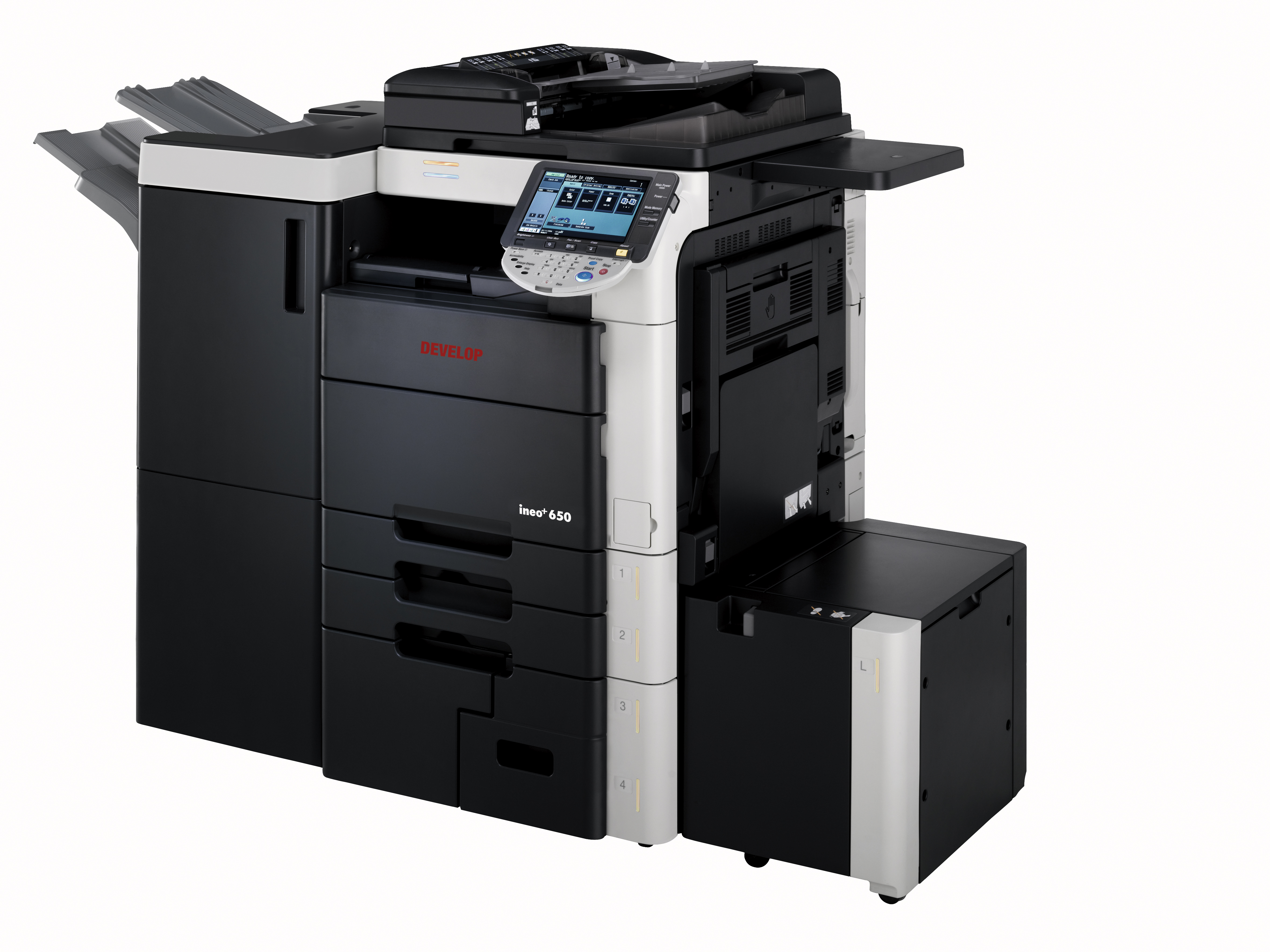
電腦化多功能複合機，彩色影印之外還兼具傳真和無線網路印表機功能

影印機是一種可將文件及影像快捷及廉宜地複印到紙上的儀器，由全錄在1960年代開發，在隨後的20年間逐漸取代碳紙複印技術、油印及其他複印機。
影印機在商業、教育及政府機構中皆被廣泛應用。不少人曾經估計，在越來越多人以數位技術製作文件內容下，影印機會逐漸式微，亦會減少依賴紙張作傳遞文件之用，但毫無疑問影印機在複製文件這種簡單工作上，確實比電腦更方便。

## 历史
1780年代，英國伯明翰的詹姆斯·瓦特發明了文字複製機（letter copying machine），是今日數位影印機的前身。
影印機的發明人切斯特·卡尔森，原本是一位專利律師，兼職研究員及發明家。他在紐約專利辦公室的工作需要複製大量重要文件。卡尔森患有關節炎，視複製文件為痛苦及單調的工作。這鼓勵了他進行有關影像傳導的實驗，並估計可最簡單地製作複印本。卡尔森在家中廚房進行電子影像實驗，1938年為過程技術申請專利。他使用以硫磺掩蓋的鋅片製作出首份影印。
他使用一個覆有硫磺的鋅板製造了第一個“影印机”。文字“10-22-38 Astoria”印在一個顯微幻燈片上，這個幻換片放在硫磺上進行强光照射。幻燈片拿走後，那些文字的鏡像就留在了硫磺上。卡尔森打算將他的發明出售给一些公司，但是由於這個處理過程還不成熟沒能取得成效。在那個時代，大量的複製工作使用炭纸或者複製機完成，人們對於電子影印機没有強烈的需求。在1939年到1944年間，卡尔森被包括IBM和通用電氣在内的20多個公司拒绝，没有一家認為影印機會有大量的市場需求。
1944年，一个位于俄亥俄州哥倫布的非盈利组织Battelle Memorial Institute与卡尔森签订合約完善他的新工艺。在随后的五年时间里，这个机构进行了许多试验以改进电子照相工艺。在1947年Haloid（一个位于纽约的在当时制造销售相纸的小型组织）接洽Battelle以获得授权来开发销售基于这项技术的影印机。
Haloid意識到“電子照相”這個詞過於複雜並且没有很好的記憶性。在咨询過俄亥俄州立大学一位經典語言教授之後，Haloid和卡尔森將這個過程的名字更改為“xerography”，它由希臘語中的“乾寫”一詞派生而来。Haloid決定將新的影印機稱為“全錄”，在1948年全錄成為商標。
在二十世纪五十年代早期，RCA（美国无线电公司）开发了一系列的称为Electrofax的工艺，使用这种工艺图像直接在特殊的有覆层的纸上生成，使用液体的墨粉进行着色。

## 工作原理

影印機原理

1. 充電：一條高壓導線把圓柱形影印鼓表面上充滿負性靜電電荷叫做電極絲（corona wire）或充電輥（charge roller）。影印鼓用光電導材料（例如硒）塗制成，當暴露在光照下時光導體會變成傳導體。
2. 曝光：曝光燈照射了原稿，把原稿的白色區域光線反射到影印鼓表面上，該區域被照射下（原稿的白色區域）變成導電，因此電荷接到地線排走，不被照射下（原稿的黑色區域）仍然帶負電荷，結果在影印鼓的表面上有一個潛伏性的影像。
3. 顯影：碳粉是正電荷，當它應用到滾筒顯影，它被吸引而且附著於負電荷（黑色區域），正如紙用靜電附著於一個供玩耍的氣球上。
4. 轉印：因比一個影印鼓較高的負電荷，在影印鼓的表面上產生的碳粉影像轉印到紙上。
5. 定影：由高溫高壓滾軸，把碳粉熔化並黏貼文件上。
6. 清潔：用清潔刀片把影印鼓碳粉清走。

這一個例子，影印鼓和紙是帶負電荷，碳粉是帶正電荷。一些影印機相反，一個帶正電荷影印鼓和紙，並帶負電荷的碳粉。

## 應用
1949年，全錄公司開發了第一個稱為型號A的静電圖像影印機。全錄公司取得了如此大的成功以至於影印技術被大眾稱為“Xeroxing”，全錄公司積極應對以防止“xerox”成为一个通用商标。“Xerox”在一些字典中作為影印的同義詞出现，這個致全錄公司發出信函和广告要求他们更改这些条目，并且要求人们不要这样使用“Xerox”。但是，仅仅在北美地区出现了这种情况。例如，在不列颠群岛“photocopying”远比“Xeroxing”使用更为普遍，这或许是由于在影印技术开始流行之后来自日本和欧洲制造商的影印机数量远远超过施乐公司的产品。在一些语言中使用混合词汇，如在波兰语中广泛地使用kserokopia（“xerocopy”），尽管施乐公司商标的影印机所占市场份额很小。
随着技术进步诞生了静电影印技术，首先在硒鼓上生成一个高对比度的静电影像，然后一种可熔化的塑膠粉末（称为墨粉）转送到普通纸上，经过加热熔化到纸张上，这个过程类似于激光打印机中使用的技术。技术进步带来了彩色影印和静电影印艺术在1970年代和1980年代的发展。
一些市面上作为影印机销售的产品使用喷墨或者胶片转印技术取代了基于硒鼓的工作过程。

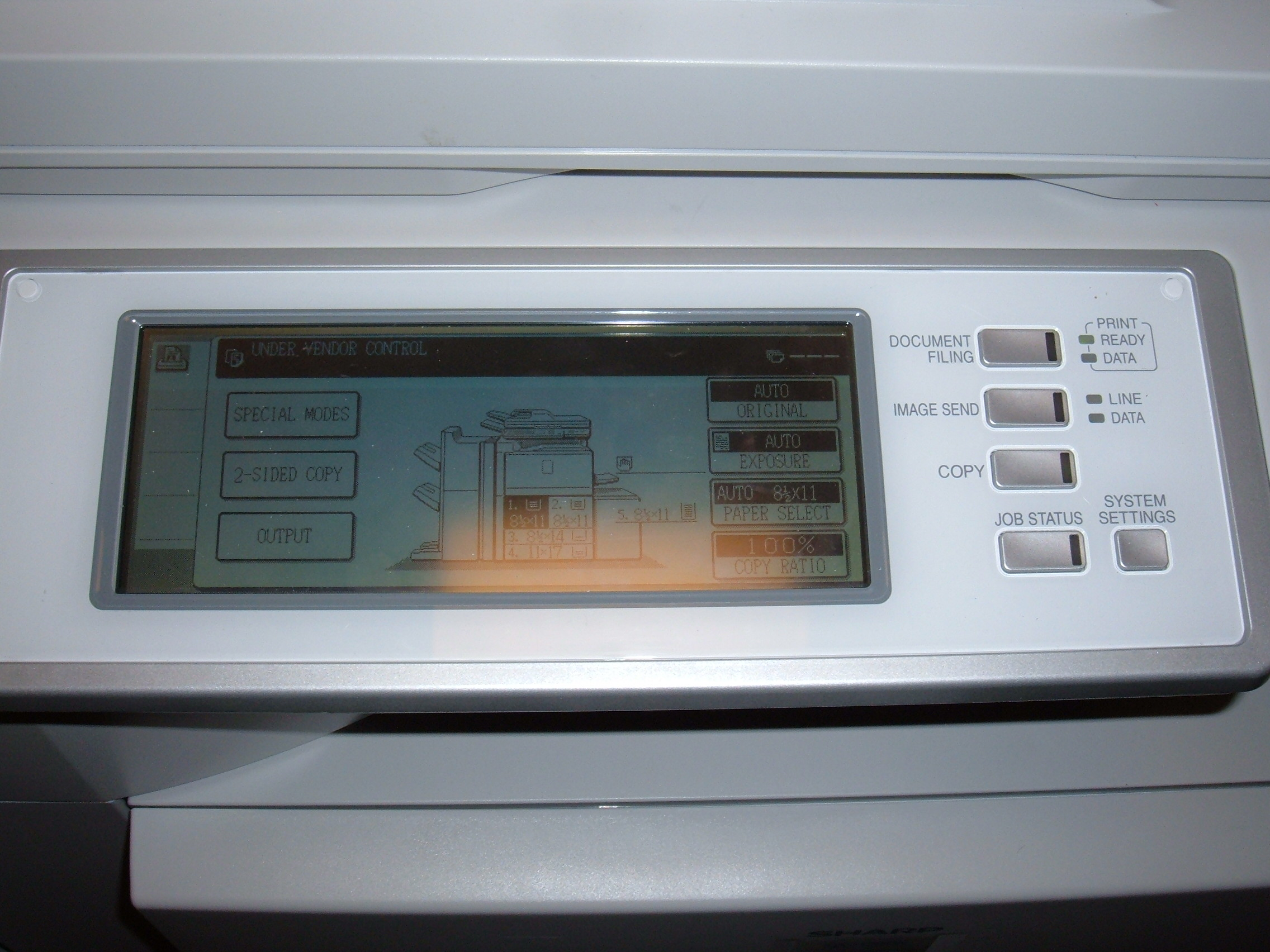
控制面板
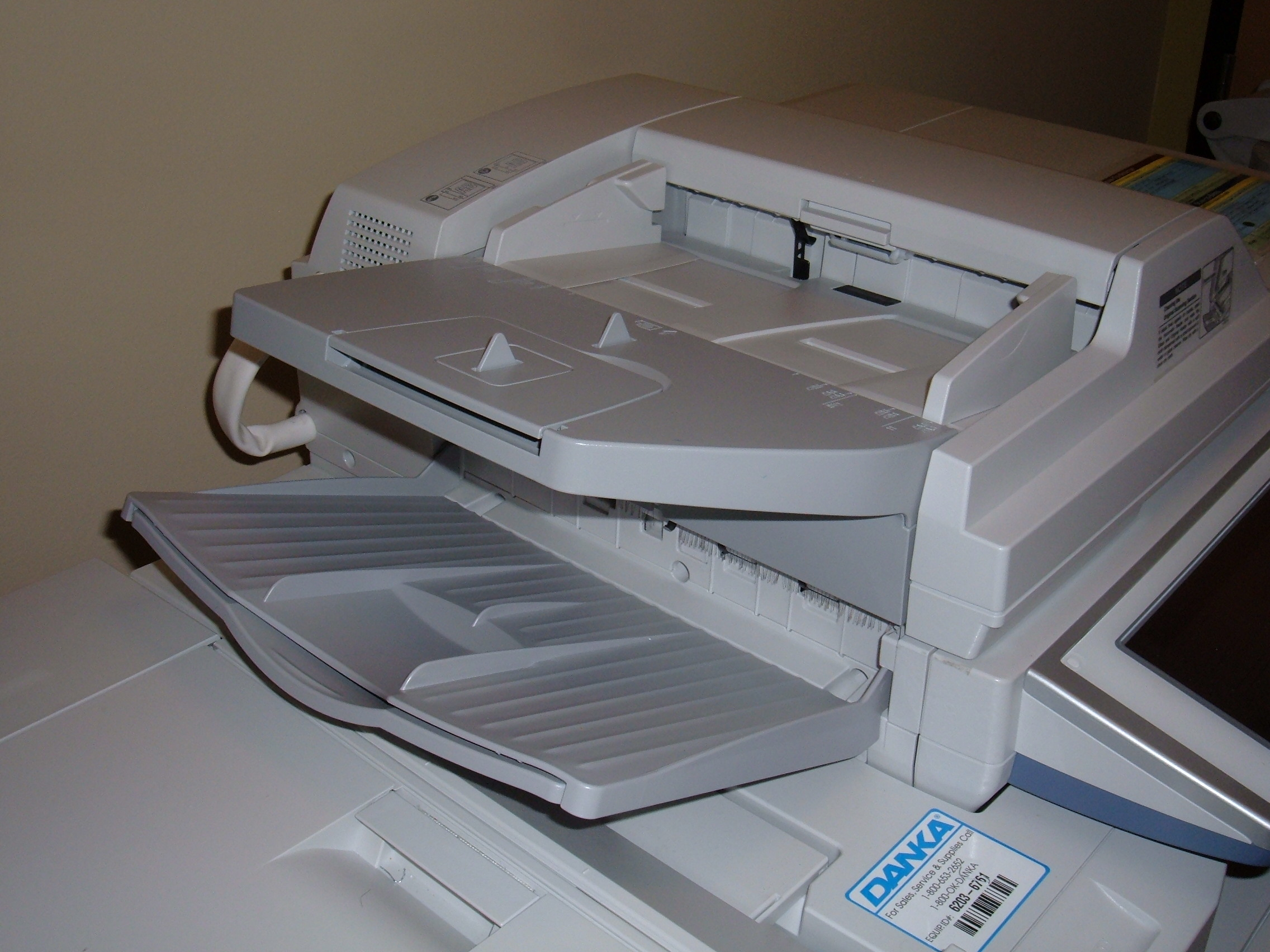
多張自動進件槽
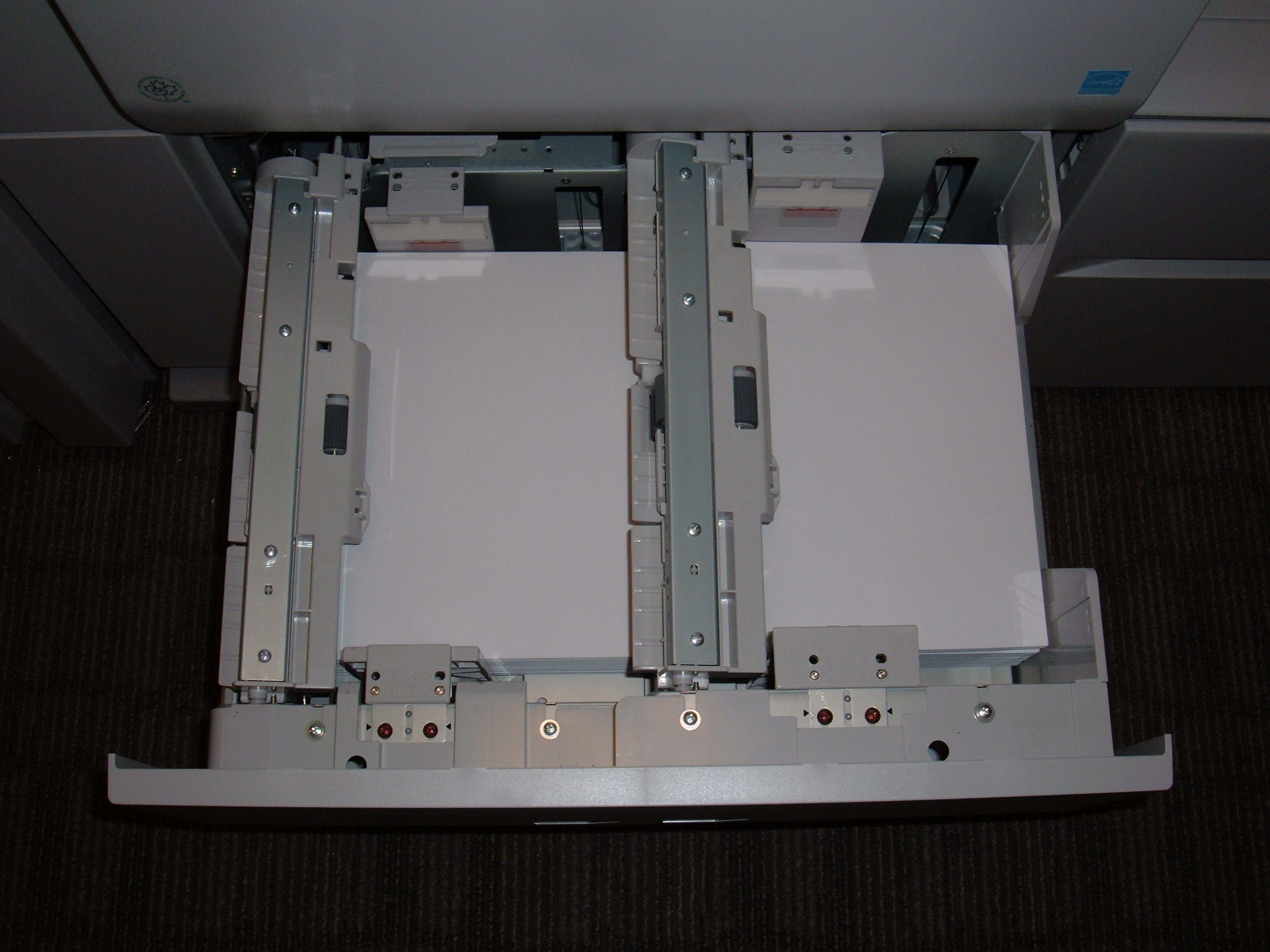
雙槽式紙夾
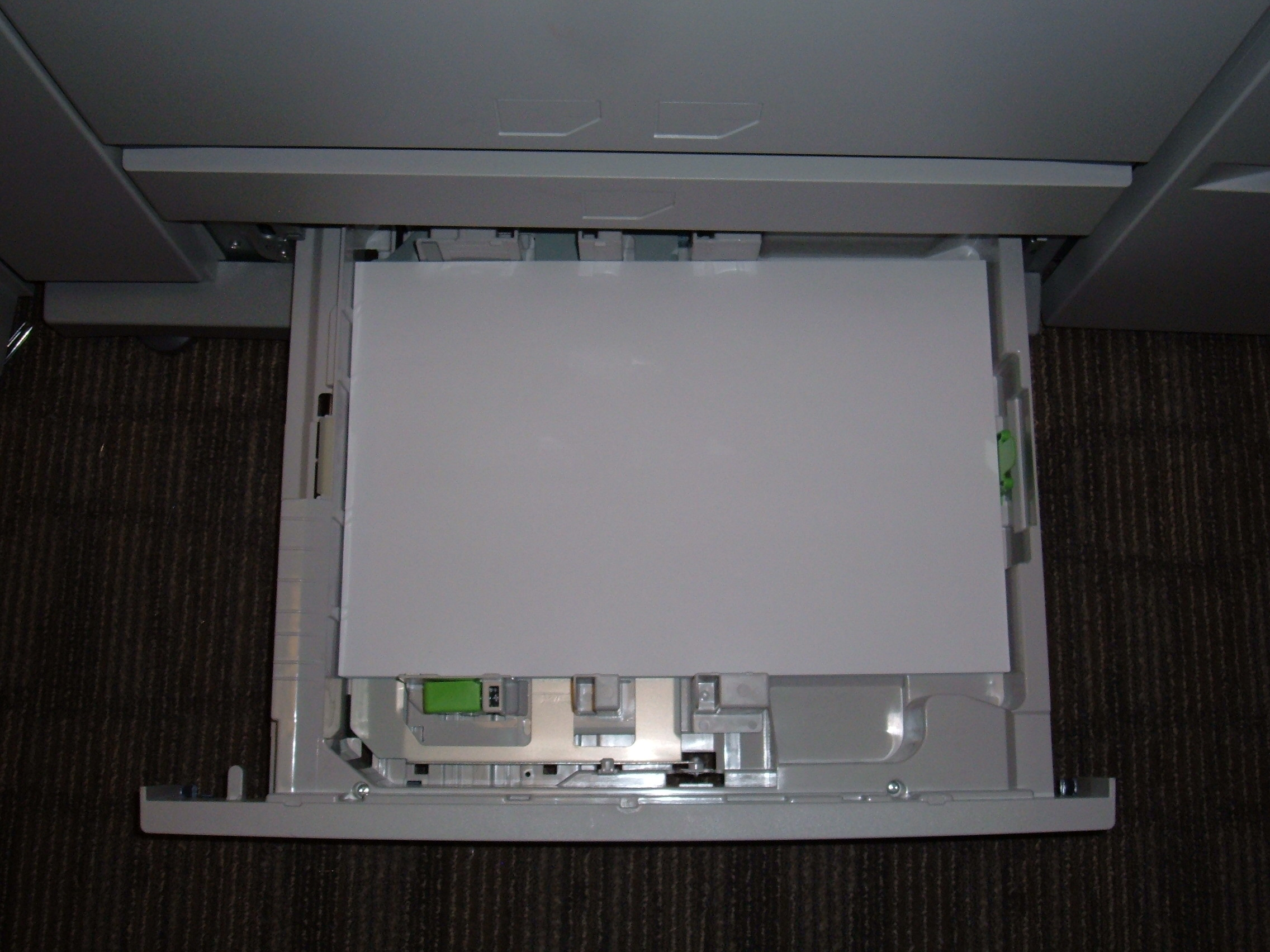
單槽式紙夾
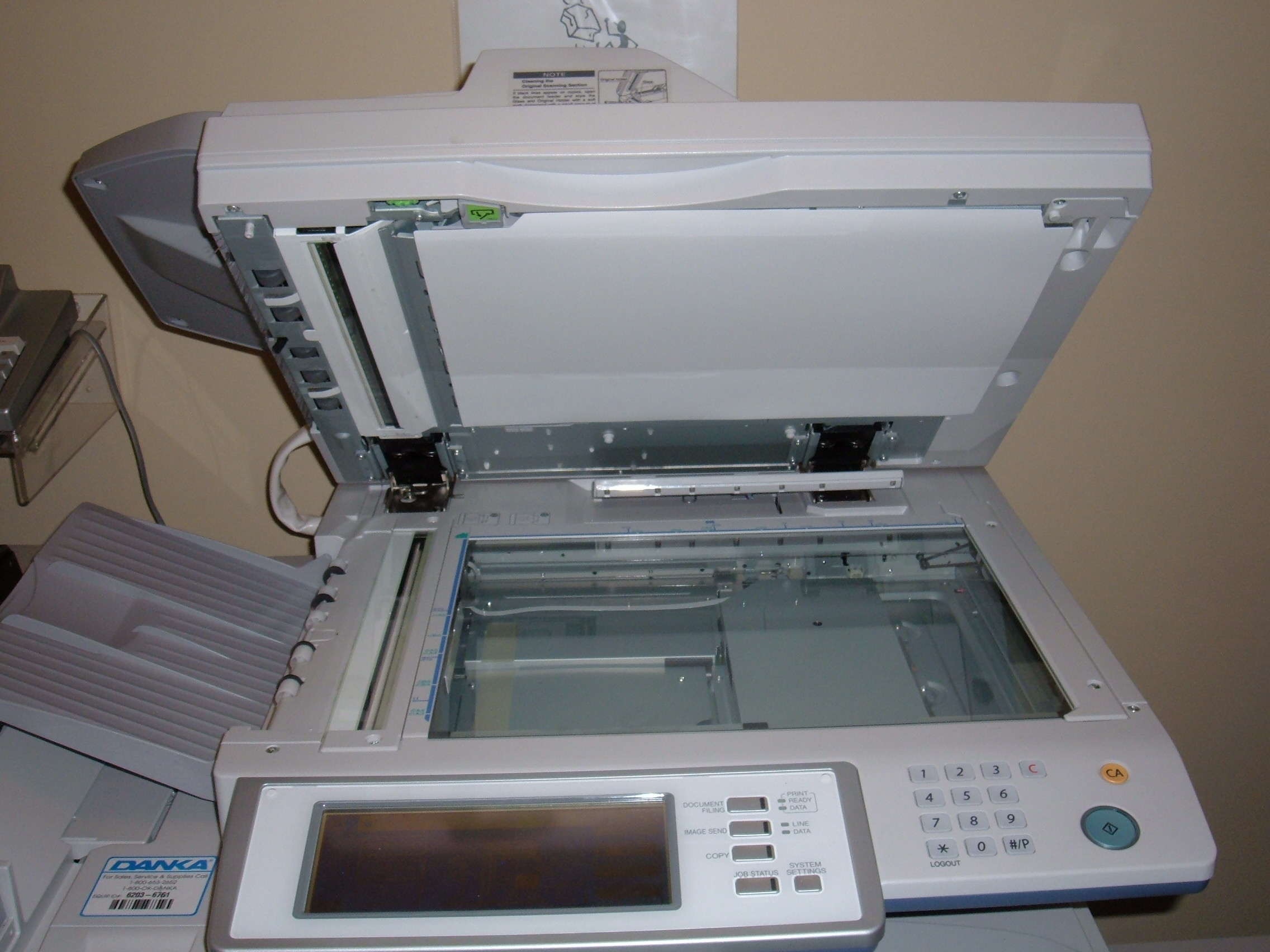
掃描台
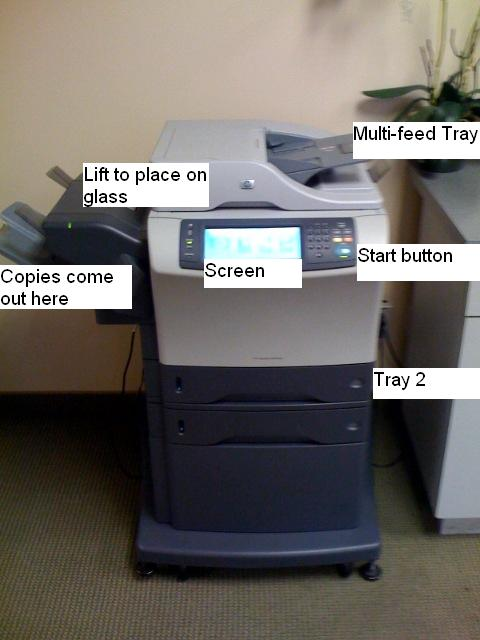
主要構成元件
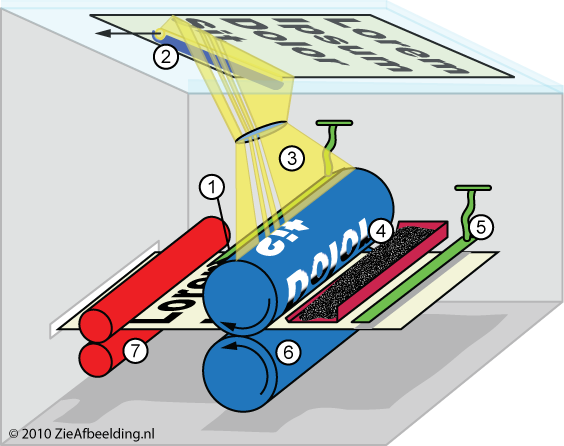
滾筒頭和雷射元件

### 數位技術
近年来，高階影印机采用了数码技术有效地将扫描仪和激光打印机组合成影印机。这种设计有几个优点，如图像品质自动增强、“组建任务”的能力或者独立于列印过程的扫描页面图像。一些数位影印机能够作为高速扫描仪使用；一些型号能够通过电子邮件发送文档或者能够在區域网路中共用。
一些低階的复印机也使用了数码技术，但是它们通常是由连接到普通个人电脑的扫描仪加上一个喷墨打印机组成，而这两种设备的速度远远低于与之对应的高階影印机。但是，低階的扫描-喷墨打印组合能够提供一种比传统彩色影印机成本低得多的彩色影印能力。电子器件的成本如此之低以至于一些扫描仪-打印机组合带有一个内置的传真机。

## 彩色影印機

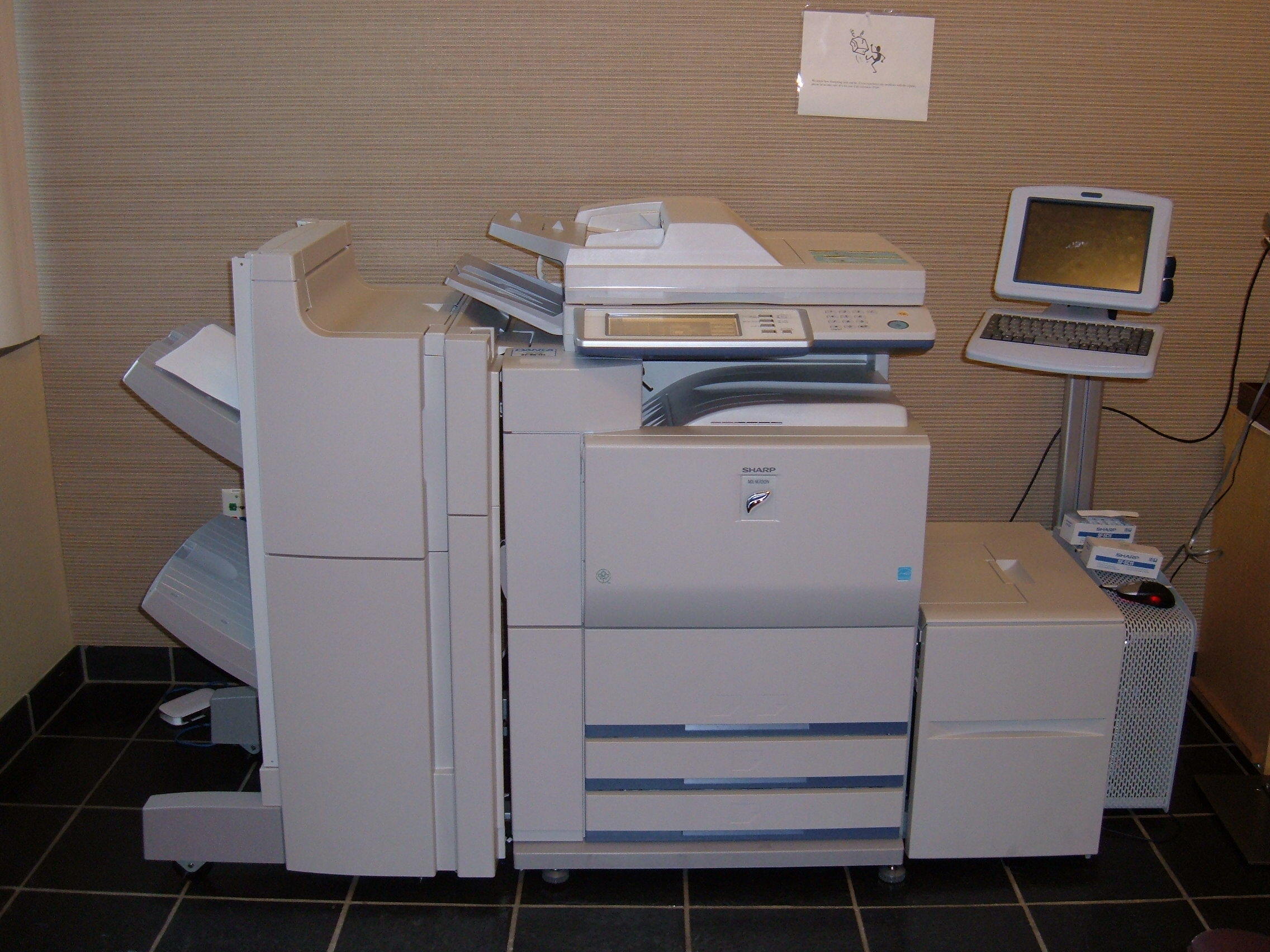
夏普MX-M700N彩色影印機

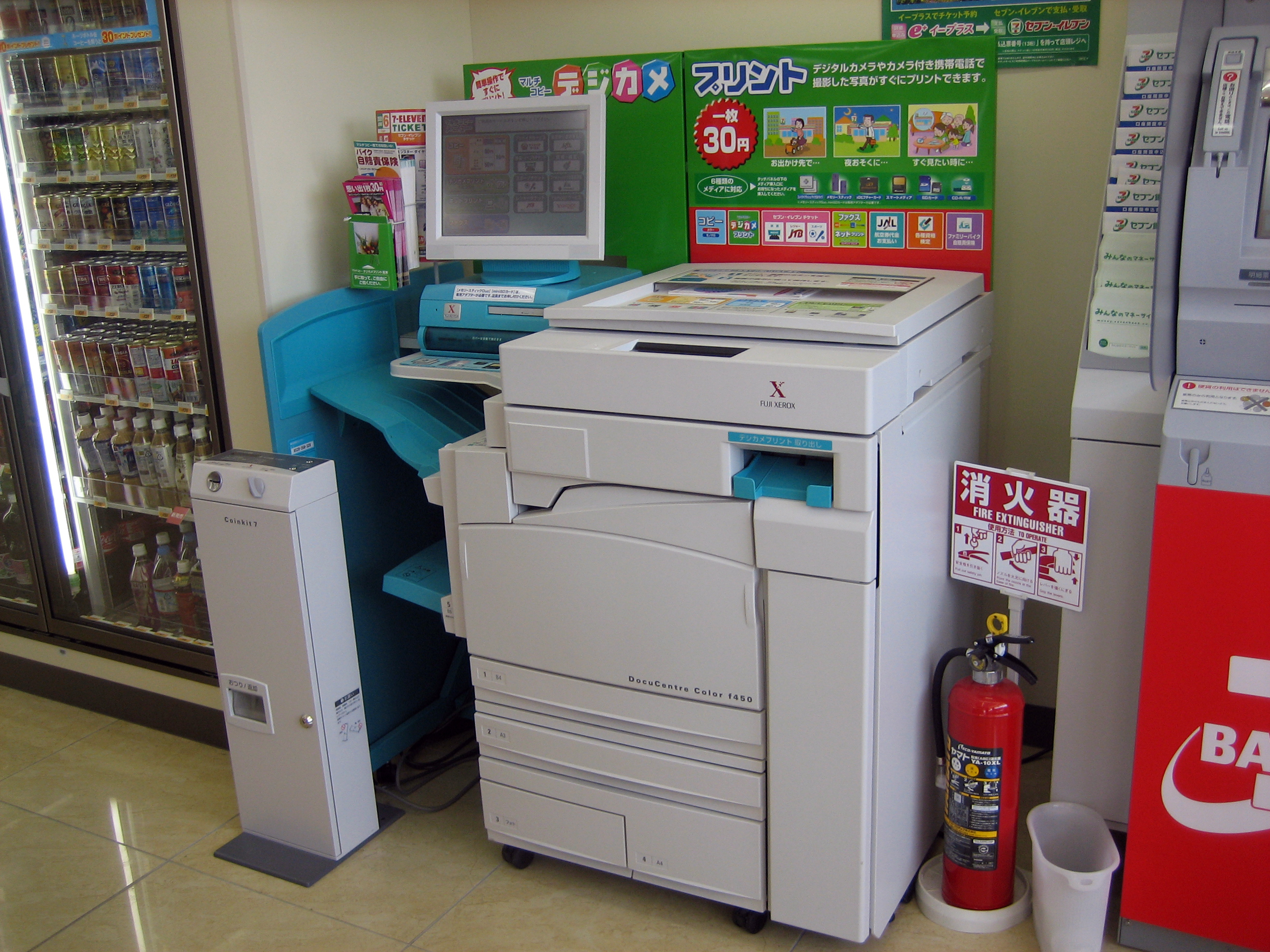
便利商店的投幣式影印機

彩色墨粉在1950年代出现，但是直到1968年3M公司发布第一款Color-in-Color影印机时真彩影印机才开始商业化上市，这款影印机使用了一种染料昇華工艺而不是通常的静电技术。第一款静电彩色影印机是佳能公司在1973年发布的。
彩色影印机由于使伪钞的制造变得容易而成为各国政府担忧的对象。一些国家在钞票中采用了一些防伪造技术以使通过彩色影印机制造伪钞更加困难。这些技术包括水印、显微印刷、全息图像、使用塑膠或其它材料制作的纤细安全条纹以及使钞票在不同倾斜角度能够显出不同颜色的墨水。一些影印机中带有特殊的軟體可辨識带有圓圈星座防偽技術（EURion constellation）等特殊防偽图案的钞票，以防止复制。

## 法律問題
影印有版權的文件，例如書籍或科學研究報告等，在大部份國家都受到法例的監管，但對部份人士尤其是學生來說可能已是一種風氣，因為為了僅僅數頁內容或一篇文章就購買一本書可能有點無謂，事實上合理使用（在美國）或公平處理（在伯爾尼公約的國家）原則允許這種以研究目的的影印。 
在一些國家例如加拿大，部分大學的影印機及影印中心需為每張影印本向版權費收集者支付版權費，版權費收集者會將版權費分配給多間教科書出版商。在美國，大學課堂一般需要影印的文章，講義，繪圖或其他資料，講師或影印店需負責弄清楚版權問題，版權資訊通常在資料的前面列明。
由於彩色影印的精細度提高，為避免影印機被用做偽鈔印刷之用，影印機通常會偵測EURion constellation等方式以辨別。

## 法定身份识别
类似于打字机的法定身份识别，打印机和影印机也能够根据结果中的不完善性进行追踪。硒鼓和进纸机构的机械误差带来条带现象，其中包含着单个设备机械特性的訊息。通常能够根据这些确定制造商和品牌，但是在一些情况下通过比较一系列已知输出结果从可以追踪到单个的打印机。 （页面存档备份，存于）
2005年一些厂商展示了在打印结果上带有加密识别码的高品质彩色打印机和影印机，它们是非常细小幾乎肉眼无法识别的黄色小点；据报道这种技术已经在高階影印机中使用了几年了。消息来源指出施乐和佳能公司正在这样做。 （页面存档备份，存于） （页面存档备份，存于）据报道美国政府已经要求这些公司实施这样的一个追踪机制以追踪伪造行为。

### 引用
1. 1 2   (PDF). Xerox Corporation.   [28 September 2017]. （原始内容 (PDF)存档于25 January 2021）.
2. ↑  陳炳聖. . 源樺. 2007. ISBN 986828421X.

## 外部連結
- Detailed description and simulation of the electrophotographic print process